# Corapipo
Corapipo es un género de aves paseriformes perteneciente a la familia Pipridae que agrupa a tres especies nativas de la América tropical (Neotrópico) donde se distribuyen desde Honduras a través de América Central y del Sur hasta el noreste de la Amazonia brasileña. A sus miembros se les conoce por el nombre popular de saltarines.

## Etimología
El nombre genérico femenino «Corapipo» se compone de la palabra del griego «korax, korakos» que significa ‘cuervo’ (por el color negro) o «korē» que significa ‘ninfa’, ‘títere’; y de la palabra del latín moderno  «pipo»: designación genérica de los saltarines.

## Características
Las saltarines de este género son pequeños, midiendo entre 9 y 9,5 cm de longitud; los machos con característicos baberos blancos, que habitan principalmente en la maleza del sotobosque en selvas al pie de montañas.

## Lista de especies
Según las clasificaciones del Congreso Ornitológico Internacional (IOC), y Clements Checklist/eBird v.2017, el género agrupa a las siguientes especies con el respectivo nombre popular:
| Imagen | Nombre científico   | Autor                | Nombre común                         | Estado de conservación | Distribución |
| ------ | ------------------- | -------------------- | ------------------------------------ | ---------------------- | ------------ |
|        | Corapipo altera     | Hellmayr, 1906       | saltarín gorjiblanco occidental      | NE                     |              |
|        | Corapipo leucorrhoa | (P.L. Sclater), 1863 | saltarín gorjiblanco oriental        | LC                     |              |
|        | Corapipo gutturalis | (Linnaeus), 1766     | saltarín gorjiblanco de las Guayanas | LC                     |              |

## Taxonomía
Las clasificaciones Aves del Mundo (HBW) y Birdlife International (BLI) no consideran a C. altera como especie separada, y si como conespecífica con C. leucorrhoa, o sea la subespecie Corapipo leucorrhoa altera; reconociendo algunas diferencias morfológicas (plumas primarias externas más largas), pero ninguna diferencia de vocalización.
Los estudios de filogenia molecular de Tello et al (2009) y McKay et al (2010), verificaron la existencia de dos clados bien diferenciados dentro de la familia Pipridae: uno llamado de subfamilia Neopelminae, agrupando a los saltarines más asemejados a atrapamoscas de los géneros Neopelma y Tyranneutes; y los restantes géneros llamados de "saltarines propiamente dichos", incluyendo el presente Corapipo, en un clado monofilético Piprinae Rafinesque, 1815. Esto fue plenamente confirmado por los amplios estudios de filogenia molecular de los paseriformes subóscinos realizados por Ohlson et al (2013). El Comité de Clasificación de Sudamérica (SACC) adopta esta última división y secuencia linear de los géneros, a partir de la aprobación de la Propuesta N° 591. La clasificación Clements Checklist v.2017, el IOC, y el Comité Brasileño de Registros Ornitológicos (CBRO) adoptan integralmente esta secuencia y división (el CBRO divide en tres subfamilias, siguiendo a Tello et al. (2009), y coloca al presente en una subfamilia Ilicurinae Reichenbach, 1850).